# Žiga Zois
Žiga Zois (německy Sigmund Zois von Edelstein, 23. listopadu 1747 – 10. listopadu 1819) byl slovinský podnikatel, vědec a významný mecenáš slovinského národního obrození.

## Život
Žiga Zois se narodil Italovi Michelangelu Zoisovi (1698–1777), terstskému podnikateli obchodujícímu s korutanským železem, a slovinské matce.
Jednalo se o bohatého podnikatele a zároveň přírodovědce, který díky svým prostředkům poskytl na přelomu 18. a 19. století prostor intelektuálům na území Slovinska, sdružených v Zoisově kroužku.
Koncem 18. století sponzoroval výpravy, které prozkoumaly Triglav a okolí. Abraham Gottlob Werner po něm pojmenoval minerál zoisit, jehož vzorky mu Zois zaslal.
Francouzskou správu Ilyrských provincií považoval za okupaci a podporoval Rakouské císařství.

## Připomínky
Po Zoisovi je pojmenováno nejvyšší slovinské ocenění za vědeckou práci.